# Métapsychique
Ne doit pas être confondu avec Métapsychologie.

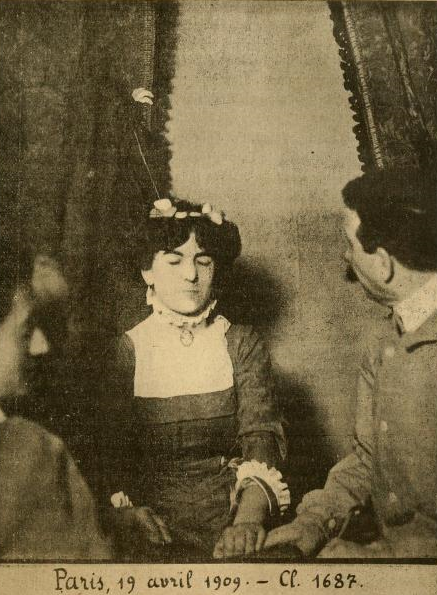
Photographie, Charles Richet durant une expérience, 1909.

La métapsychique désigne l'étude des phénomènes paranormaux liés à l'esprit. Ce terme est proposé et popularisé en 1905 par le professeur Charles Richet dans une adresse à la Society for Psychical Research (SPR).
Depuis les années 1950, elle est comprise dans la parapsychologie, les deux termes étant devenus synonymes. La réalité objective des phénomènes paranormaux qui sont étudiés par la métapsychique n'est pas reconnue par la majorité de la communauté scientifique.

## Étymologie
D'après le CNRTL, « métapsychique » est un terme emprunté au polonais « metapsychika » formé du préfixe méta et du radical psyché, « qui concerne l'âme ».
Le terme est calqué sur celui de métaphysique pour parler de phénomènes étant considérés d’un au delà de l’habituel en psychologie.

## Origine, histoire et définition

### Les études psychiques: 1880-1900
À la fin du XIXe siècle, psychologues et psychistes sont intéressés par ce qui s'appelle alors les études psychiques. Leurs travaux portent aussi bien sur l'hypnose, la télépathie et les hallucinations que l'attention ou les sensations.
Marmin contextualise ce mélange des sujets et cette pluralité des points de vue en expliquant qu'une évolution des mentalités s'est opérée ; on préfère étudier certains phénomènes, comme le somnambulisme magnétique, plutôt que de les réfuter a priori.
L'intérêt des médecins est également contemporain du développement de la recherche en psychologie, dont la figure tutélaire à cette époque est le docteur Gustav Fechner qui est le premier à avoir émis l'hypothèse de l'existence d'« une autre scène » psychique. À l'initiative de Jean-Martin Charcot, un laboratoire photographique est monté à l'hôpital de la Salpêtrière, dont la photographie des malades constitue pour lui « la cohérence épistémologique et pratique d'une fabrique d'images avec son triple projet scientifique, thérapeutique et pédagogique ».

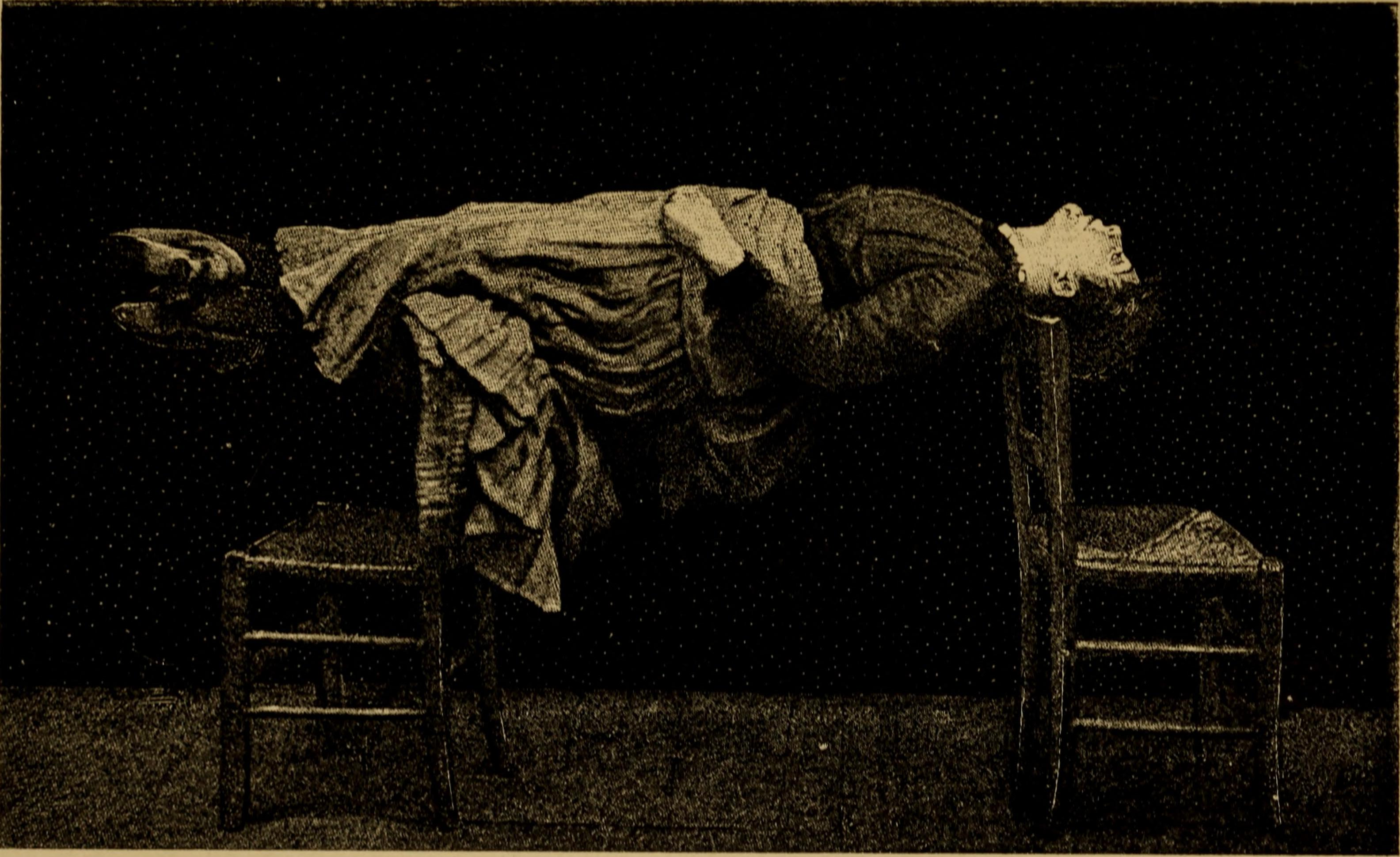
Photographie, catalepsie, 1884.

Cette participation des deux tenants de la psychologie cessera en même temps que les études psychiques seront évacuées des congrès de psychologie, à Rome, en mai 1905.

### Définition
Lors de sa nomination à la présidence de la Society for Psychical Research, en mars 1905, Charles Richet propose de parler de métapsychique, qu'il défini d'abord comme « l'étude des propriétés de l'esprit sortant du champ d'observation restreint de la psychophysiologie encore universellement admise et enseignée », ultérieurement reformulé en « étude des phénomènes mécaniques ou psychologiques dus à des forces qui semblent intelligentes ou à des puissances inconnues latentes dans l'intelligence humaine ».
En 2017, dans un traité philosophique, l'écrivain Aloïs Zorvën l'utilise pour désigner l'ensemble des phénomènes qui excèdent le champ de la physique et de la métaphysique.

### Le champ d'étude
La métapsychique s'applique à étudier des "phénomènes objectifs", c'est-à-dire susceptibles par leur matérialité d'examens et d'enregistrements instrumentaux, et des "phénomènes subjectifs", concernant des perceptions extrasensorielles.
Dans son Traité de métapsychique publié en 1922, il attribue le fait métapsychique à « [ce qui] semble dû à une intelligence inconnue (humaine ou non humaine) ». Il en rappelle l'objet dans son avant-dernier cours de physiologie donné à la faculté de médecine de Paris, le 24 juin 1925 : « Un phénomène est métapsychique quand il n'est pas explicable par les faits classiques de la psychologie, de la mécanique ou de la physiologie normale, ou plutôt habituelle ».
Le psychiste René Sudre, dans Introduction à la métapsychique humaines, distingue deux types de phénomènes : ceux dit psychologiques (la prosopopèse, la télépathie, la métagnomie) et ceux dit physiques (la télergie, la téléplastie, les phénomènes spontanés et de hantise).

### Les courants de pensée

Photographie, jeune médium sous contrôle de l'expérimentateur, 1920

D'après N. Marmin (2001), on distinguerait différents courants de pensée des études psychiques. La métapsychique serait une variante française des « psychical research » britanniques, notamment en raison des liens que l'une et l'autre école entretiennent avec le spiritisme et le spiritualisme moderne.
Dans les années 1930, le succès des expériences de J.B Rhine aboutit à la création d'un nouveau courant aux États-Unis, celui de la parapsychologie scientifique, qui diffère de la métapsychique avant tout parce que cette dernière se réclame d'un matérialisme biologique.

## Les institutions
Lorsque Richet est nommé président de la Society for Psychical Research, elle devient la première institution de recherche métapsychique.
À partir de 1919, Jean Meyer fonde l'Institut métapsychique international, une association de recherche basée à Paris.